# Ilse Kötting
Ilse Kötting (* 21. Dezember 1913 in Barmen; † 27. Oktober 2007) war eine deutsche Politikerin und Landtagsabgeordnete der Kommunistischen Partei Deutschlands.

## Leben und Beruf
Nach dem Besuch der Volksschule und der Aufbauschule war sie als Kantoristin, Gewerkschaftssekretärin und Textilarbeiterin beschäftigt. Sie war Mitglied des Stadtrates von Barmen und später von Wuppertal.
Vom 29. November 1952 bis 18. Februar 1953 war Kötting Mitglied des Landtags des Landes Nordrhein-Westfalen. Sie rückte über die Reserveliste ihrer Partei nach, schied aber kurz danach wieder aus.